# Neoantistea jacalana
Neoantistea jacalana är en spindelart som beskrevs av Willis J. Gertsch 1946. Neoantistea jacalana ingår i släktet Neoantistea och familjen panflöjtsspindlar. Inga underarter finns listade i Catalogue of Life.